# Departamento del Quindío
Koordinaten: 4° 24′ N, 75° 42′ W
Das Departamento del Quindío ist das flächenmäßig kleinste Departamento Kolumbiens.
Sie wird von Risaralda im Norden, Tolima im Osten und Valle del Cauca im Westen umschlossen.
Die Landwirtschaft mit den Kulturen Kaffee, Bananen, Yuca und Kartoffeln und die Viehzucht von Schweinen und Rindern sind die wirtschaftlichen Standbeine der dichtbesiedelten Provinz.
Die industriellen Aktivitäten beschränken sich auf die Lebensmittel- und die Getränkeindustrie sowie Textilherstellung und Lederverarbeitung.

## Administrative Unterteilung
Das Departamento del Quindío besteht aus zwölf Gemeinden (Municipios). Diese untergliedern sich in einen Gemeindekern (Cabecera Municipal) und das Umland (Resto Rural). Das Umland wiederum wird weiter unterteilt in sogenannte Polizeiinspektionen (Inspecciones de Policía Municipal), kleinere Ämter (Corregimientos), Siedlungszentren (Centros Poblados) und Gehöfte (Caseríos). Im Folgenden verzeichnet sind alle Gemeinden mit ihrer Gesamteinwohnerzahl sowie der Einwohnerzahl für Gemeindekern und Umland aus der Volkszählung des kolumbianischen Statistikamtes DANE aus dem Jahr 2018, hochgerechnet für das Jahr 2022.
| Municipio  | Gesamteinwohnerzahl | Einwohner Gemeindekern | Einwohner Umland |
| ---------- | ------------------- | ---------------------- | ---------------- |
| Armenia    | 312.551             | 304.780                | 7.771            |
| Buenavista | 3.208               | 1.289                  | 1.919            |
| Calarcá    | 76.803              | 60.210                 | 16.593           |
| Circasia   | 29.802              | 22.621                 | 7.181            |
| Córdoba    | 5.884               | 3.589                  | 2.295            |
| Filandia   | 12.570              | 7.163                  | 5.407            |
| Génova     | 7.636               | 4.431                  | 3.205            |
| La Tebaida | 35.692              | 32.394                 | 3.298            |
| Montenegro | 38.469              | 31.916                 | 6.553            |
| Pijao      | 5.251               | 3.051                  | 2.200            |
| Quimbaya   | 31.931              | 26.239                 | 5.692            |
| Salento    | 9.772               | 4.211                  | 5.561            |

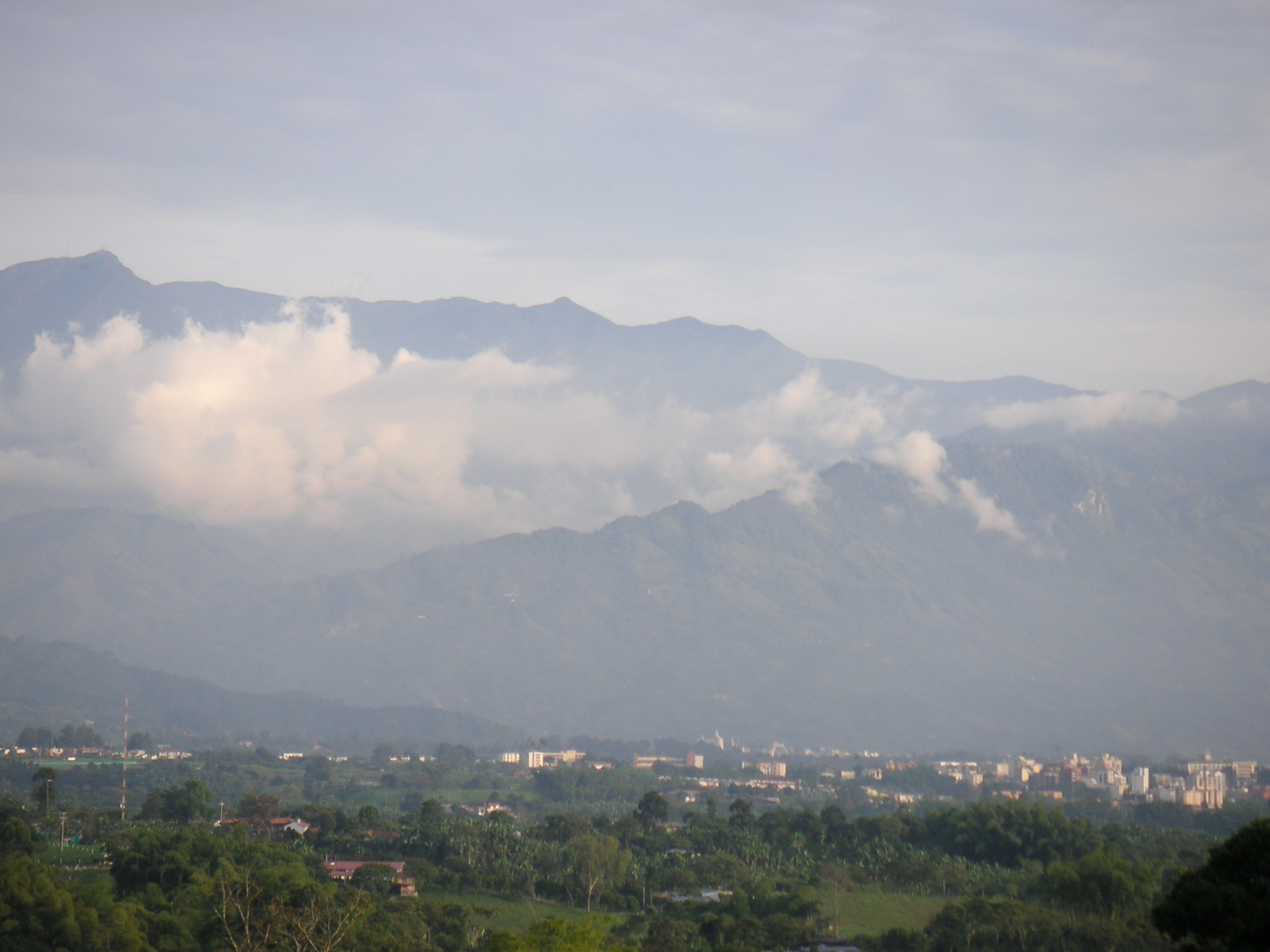
Blick auf die Hauptstadt Armenia
Die Quindio-Wachspalme, der kolumbianische Nationalbaum
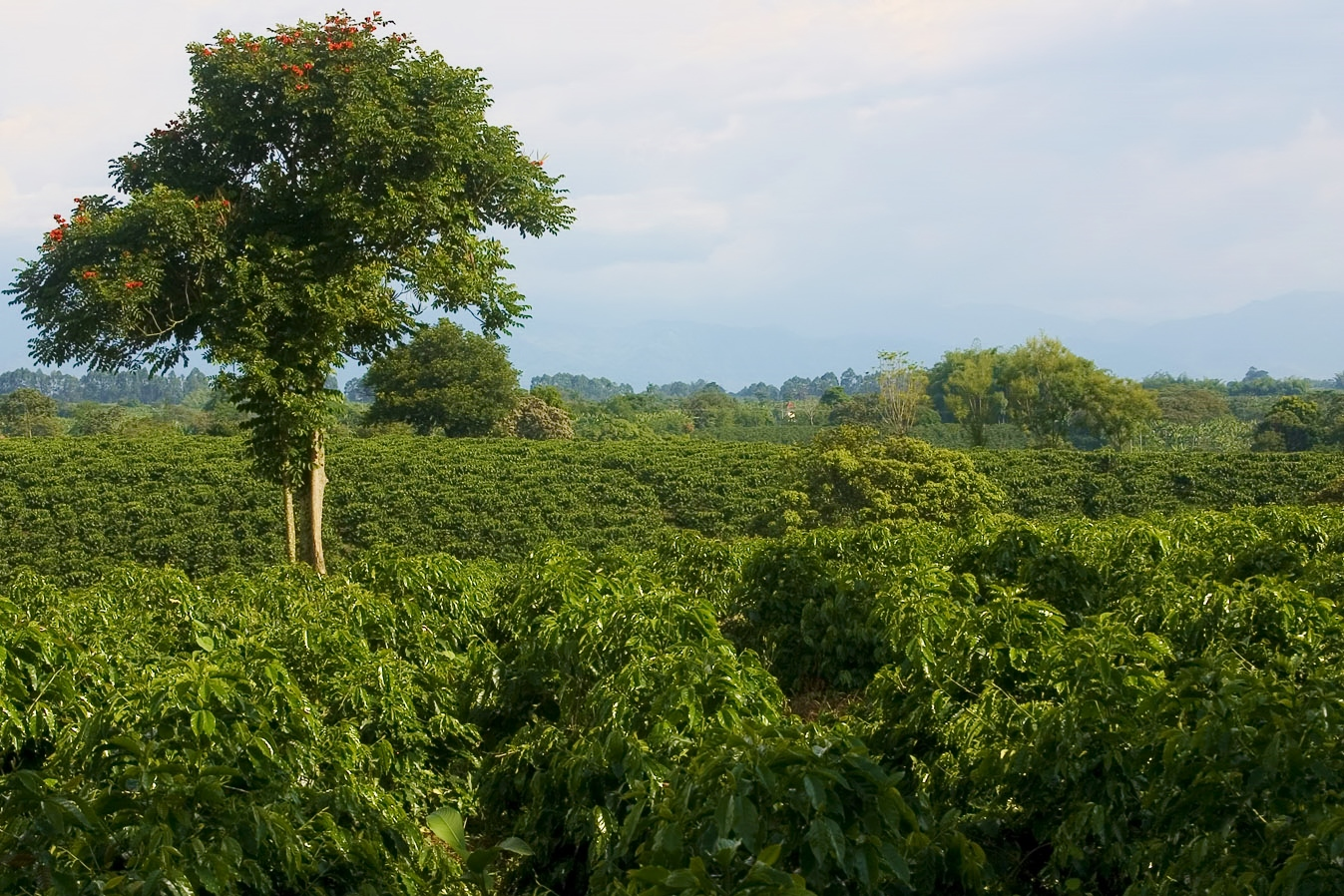
Quindío ist vom Kaffeeanbau geprägt